# Clubiona rainbowi
Clubiona rainbowi là một loài nhện trong họ Clubionidae.
Loài này thuộc chi Clubiona. Clubiona rainbowi được Carl Friedrich Roewer miêu tả năm 1951.